# Endomychus divisus
Endomychus divisus es una especie de coleóptero de la familia Endomychidae.

## Distribución geográfica
Habita en Indochina, Burma.